# 張祐 (明朝)
張祐（1483年—1533年），字天祐，廣州人。明朝軍事將領。
弘治年間，襲世職為廣州右衛指揮使。十年歲時，跟從總督潘蕃征南海寇禢元祖，率先登城。正德二年，升任都指揮僉事，守備德慶、瀧水。總督林廷選引為中軍，事無大小均諮詢他的意見。其守備惠州、潮州時，平定劉文安、李通寶等叛變。之後升爲廣西右參將，分守柳州、慶州，后進伐府江叛軍。升爲副總兵，鎮守廣西，之後再升都督僉事。隨後攻破古田叛軍，斬殺四千七百餘人，進都督同知。不久又攻破洛容、肇慶、平樂等民變部隊。嘉靖初年，因母喪乞休。
當初上思州土目黃镠作亂，張祐用離間計賄賂其黨黃廷寶逮捕。總督張嵿彈劾張祐下獄，后命閑住。恰逢田州有盧蘇、王受民變，總督姚鏌召至軍中，待以賓禮。之後王守仁代替姚鏌，諮詢張祐撫剿計謀，張祐稱：「以夷治夷，可不煩兵而下。」王守仁遂採納，盧蘇、王受等人果然歸順。之後王守仁進言請設置副總兵鎮守，并舉薦張祐，得到批准。張祐后攻破四川、廣東等叛亂。嘉靖十一年，在鎮壓趙林花民變時，張祐在軍中得病去世。